# Ommata eunomia
Ommata eunomia là một loài bọ cánh cứng trong họ Cerambycidae.